# 松浦熈
松浦 熈（まつら ひろむ）は、江戸時代後期の大名。肥前国平戸藩の第10代藩主。官位は従五位下・肥前守。

## 略歴
第9代藩主・松浦清の三男として平戸にて誕生した。母は外山光時の娘・松子。幼名は三穂松。
寛政7年（1795年）、江戸に移る。同年、父・清の嫡子となる。長兄・章の廃嫡、次兄・武の死去に伴う措置であった。なお、年齢の上積みをはかり（官年参照）、幕府には8歳と届け出た。
享和3年（1803年）6月1日、11代将軍徳川家斉に御目見する。同年12月16日、従五位下・肥前守に叙任する。天保5年（1834年）3月、若年寄・永井尚佐の官名と重なるため、幕府に肥前守の改名伺いを提出した。同年8月、改名は必要ないとの返答を受けた。
文化3年（1806年）11月、父清の隠居により家督を相続する。文化5年（1808年）、松平定信の娘と結婚した。天保12年（1841年）閏1月、隠居して長男の曜に家督を譲った。父・清の意向により平戸で隠居し、曜とその跡を継いだ詮（三男・秋の子）の後見にあたった。慶応3年（1867年）、77歳で死去した。法号は龍瑞院殿前肥州大守乾乾観中大居士。

## 事績
嘉永7年（1854年）、江戸より異国船来航の報を受けた際に、隠居中の熈は領内の寺社に敵国降伏の祈祷を依頼した。以後、異国船の侵入やそれに伴う争乱が発生した場合には隠居がその執行役を任じることになった。熈は富士山に代参を立てたり、古江に小富士を築くなど、霊的な加護により異国船との戦闘が起きないように努めた。また、藩の財政が逼迫する中、隠居料を半額に減らし、軍用金の納金を制度化するなどして財政を間接的に支援しつつ、大砲の鋳造と砲術の導入に助力するなど、藩の海防策を援助した。
能楽に通じていた熈は、独特な形態を持つ謡曲「平戸三興囃子」を興し、隠居した後には古謡をもとに平戸囃子の様式に護国の願いを加えた神能「平壺」などを完成させた。著作として随筆『亀岡随筆』がある。

## 系譜
- 父：松浦清
- 母：外山松子
- 正室：蓁 - 松平定信の娘
- 側室：中村氏
  - 長男：松浦曜（1812年 - 1858年）
- 側室：政野氏
  - 三男：松浦秋
- 生母不明の子女
  - 次男：松浦啓
  - 四男：熊沢正観
  - 五男：松浦欽明
  - 女子：日野資宗室
  - 女子：富子 - 中山忠光室